# Niezawodność
Niezawodność (ang. reliability) – właściwość obiektu dająca informację o tym, czy pracuje on poprawnie (spełnia wszystkie powierzone mu funkcje i czynności) przez wymagany czas i w określonych warunkach eksploatacji (w danym zespole czynników wymuszających).
Niezawodność obiektu jest określona przez prawdopodobieństwo wystąpienia zdarzenia opisanego definicją:
{\displaystyle R(t)=Pr\{t\geqslant \tau \}}
gdzie:
{\displaystyle R(t)} – niezawodność,
{\displaystyle t} – czas pracy bez uszkodzenia,
{\displaystyle \tau } – założony (lub wymagany) czas pracy bez uszkodzenia.
Dla obiektów nienaprawialnych lub naprawialnych, ale badanych do pierwszego uszkodzenia przyjmuje się następujące założenia:
- dla {\displaystyle t=0} wartość {\displaystyle R(0)=1,}
- funkcja niezawodności jest nierosnąca,
- dla {\displaystyle t} dążącego do nieskończoności wartość {\displaystyle \lim _{t\to \infty }R(t)=0.}